# 大江公朝
大江 公朝（おおえ の きみとも、? - 正治元年（1200年））は、平安時代末期、鎌倉時代初期の後白河院の北面武士。宮内判官。公友とも。子に公澄。大江氏であるが、詳しい系譜は不明。

## 略歴
安元元年（1175年）12月8日、左兵衛少尉・正六位上に任じられる。養和元年（1181年）正月、平清盛により、反平家方として平知康らと共に解官され捕らえられるが、翌月に清盛死去。同年9月23日、左衛門少尉に任じられる。
寿永2年（1183年）12月、源義仲と対立し法住寺合戦に及んだ後白河院の使者として、鎌倉から派遣され伊勢国に駐留していた源頼朝代官の源義経・中原親能に義仲乱逆を訴えた。文治元年（1185年）8月30日、頼朝の依頼により後白河院の命で捜索された源義朝と鎌田政清の首を運ぶ勅使として鎌倉へ下向。頼朝に丁重に迎えられ歓待されている。その後も何度か頼朝と後白河院の間の使者を務める。文治2年（1186年）11月14日、従五位下・左衛門少尉・検非違使留任。
建久年間には出家し、公朝入道と称される。建久10年（1199年）正月18日、頼朝急死の報を受け、宣陽門院の使者として、後鳥羽院の使者となった子の公澄と共に鎌倉へ下向する。翌月には三左衛門事件が起こるなど、京・鎌倉の間に緊張が走る中、5月4日、公朝は「関東の事によって」公澄と共に勘当を受けた。事の詳細は不明。『明月記』によれば、大江親子は「枉勢恩寵無双の者」とされ、今この事があるのは天の責めかと書いている。